# 津川村 (岡山県)
津川村（つがわ そん / むら）は、岡山県上房郡にあった村。現在の高梁市の一部にあたる。

## 地理
高梁川の中流左岸に位置していた。
- 山岳：木野山[2]

## 歴史
- 1889年（明治22年）6月1日、町村制の施行により、上房郡今津村、八川村が合併して村制施行し、津川村が発足[1][2]。旧村名を継承した今津、八川の2大字を編成[2]。
- 1928年（昭和3年）木野山郵便取扱所開設[2]。
- 1954年（昭和29年）5月1日、上房郡高梁町・川面村・巨瀬村、川上郡玉川村・宇治村・松原村・高倉村・落合村と合併し、市制施行し高梁市を新設して廃止された[1][2]。合併後は、高梁市津川町今津・津川町八川となる[2]。

### 地名の由来
合併旧村名の各一文字を組み合わせたもの。

## 産業
- 農業、漁業[2]

## 交通
- 日本国有鉄道伯備線 木野山駅[2]